# Турнмир
Турнмѝр (на фр. Tournemire) е село във Франция (регион Оверн), в департамент Кантал. Населението му наброява 145 жители (1999).
Селото е включено в списъка на най-красивите френски села от Асоциацията „Най-красивите села на Франция“ ("Les Plus Beaux Villages de France"), създадена през 1982 г. То е и част от Регионалния природен парк на вулканите в Оверн ("Parc naturel régional des Volcans d'Auvergne").
Историята на селото е свързана със съперничеството на два знатни рода – Турнмир и Анжони, които воювали тук от поколения. Намиращият се в селото замък Анжони, принадлежал някога на Турнмир, е продаден впоследствие на Анжони, след като Турнмир не успяват да им изплатят откуп, който им дължали. Оттогава представителите на двете фамилии водят борба за надмощие – чрез сила или чрез сключване на съюзи, в продължение на векове и фактически до не много отдавнашни времена, тъй като издънки на двата рода и до днес живеят в този район.
Най-старите къщи в селото имат основи датиращи още от римски времена и стените им са изградени от вулканични камъни. Църквата в селото е строена още през 12 век.